# Kalendarium historii Mozambiku

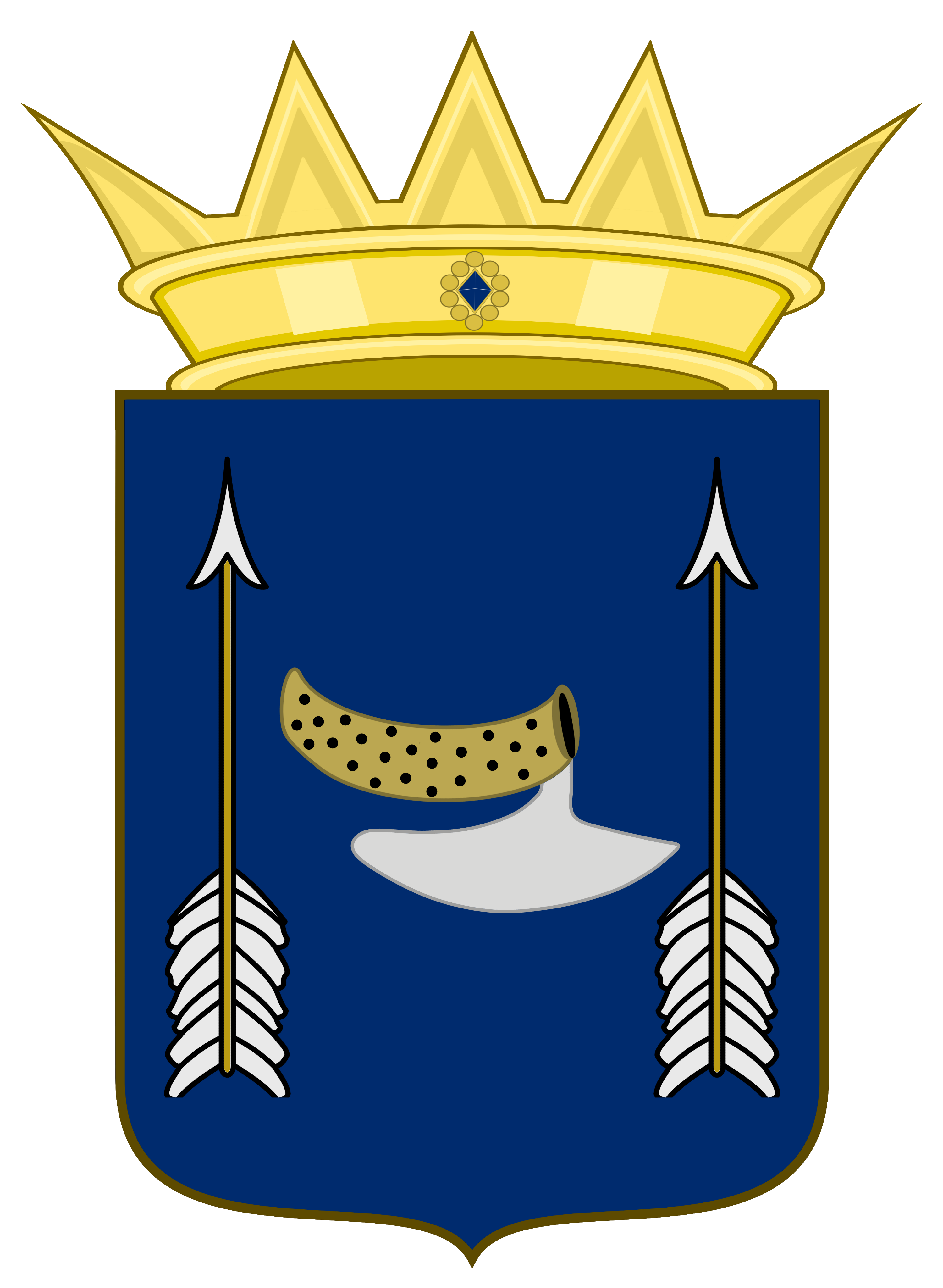
Jeden z herbów Królestwa Monomotapy

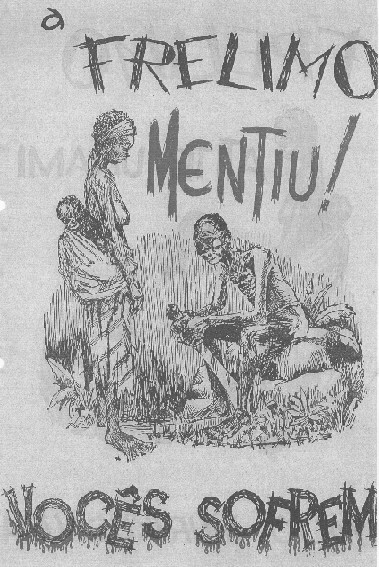
Portugalski plakat propagandowy z okresu wojny o niepodległość

Kalendarium historii Mozambiku

## Kalendarium
- V w. n.e. – początek napływu ludów Bantu, które spychają Buszmenów na południe[1].
- VII w. – kolonizacja wybrzeża przez kupców arabskich[1].
- 1430 – przypuszczalna data powstania państwa Monomotapa[2].
- 1498 – na tereny obecnego Mozambiku w 1498 dotarł portugalski odkrywca i podróżnik Vasco da Gama, początek Portugalskiej Afryki Wschodniej[1].
- 1505 – Portugalczycy założyli pierwsze osady w pobliżu dzisiejszego miasta Beira[1].
- 1962 – z połączenia Narodowej Unii Demokratycznej Mozambiku, Narodowej Unii Afrykańskiej Mozambiku i Mozambickiej Unii Narodowej Afryki nastąpiło utworzenie niepodległościowego FRELIMO[1].
- 1964 – wybuch wojny o niepodległość[1].
- 1975 – ogłoszenie niepodległości, początek rządów FRELIMO[1].
- 1977 – kampania rebeliancka RENAMO[1].
- 1981 – wybuch pełnoskalowej wojny domowej[1].
- 1982 – zbrojna interwencja sąsiedniego Zimbabwe przeciw RENAMO[3].
- 1990 – wprowadzenie wielopartyjnych rządów[1].
- 1994 – zakończenie wojny domowej[1].
- 2013 – RENAMO wypowiedziało układ pokojowy z 1992[4].
- 2020 – 22 marca wykryto pierwsze zakażenie wirusem SARS-CoV-2 w kraju[5].